# Sven H. Salén
Sven Hampus Salén, född 2 juni 1939 i Kungsholms församling i Stockholm, är en svensk jurist och politiker (Liberalerna).
Salén avlade studentexamen (reallinjen) på Norra Latinläroverket i Stockholm 1958 och  blev fänrik i marinintendenturkårens reserv 1961. Efter juris kandidatexamen vid Stockholms universitet var Salén från 1966 till 2010 verksam inom Salénföretagen och från 1969 styrelseordförande. Han har varit styrelseledamot i bland andra Stockholms Enskilda Bank/SEB, Bilspedition, United Kingdom P&I Club (Bermuda) Ltd.,  Frontline AB, Sveriges Redareförening, varav fyra år som ordförande, SAF, och ordförande i British-Swedish Chamber of Commerce.
Åren 1976–1979 satt Salén i kommunstyrelsen i Danderyds kommun och i april/maj 1988 var han riksdagsersättare (för Ylva Annerstedt)
Sven Hampus Salén var son till redaren Sven Salén och hans hustru Dagmar, född Mörner.. År 1965 gifte han sig  med Eva Lauritzen och paret fick två  söner, Staffan, född 1967, och Erik, född 1969.